# John Kay (músico)
John Kay nacido como Joachim Fritz Krauledat (Tilsit, antiguo reino alemán de Prusia, ahora Sovetsk, región de Kaliningrado, Rusia, 12 de abril de 1944) es un cantante germano-canadiense, vocalista, compositor y guitarrista de la banda de hard rock canadiense Steppenwolf, desde 1967 hasta su desvinculación de la misma en 2010. En paralelo a su banda, ha realizado una carrera como solista. Lleva editado en toda su carrera, más de 22 álbumes de estudio: 16 con Steppenwolf y 6 como solista.

## Biografía
Joachim Fritz Krauledat nació en el pueblo de Tilsit, actualmente Sovetsk (óblast de Kaliningrado) en Rusia y anteriormente perteneciente a Alemania del Este. A los cuatro años, John Kay, después de haber escapado con su madre de Prusia, durante la evacuación de Prusia Oriental a principios de 1945, en duras condiciones invernales y el avance del Ejército Soviético, huyó junto a su madre de Alemania Oriental a Alemania Occidental  y se instaló con su familia en Hanóver. Estos le serviría para componer canciones, que posterior lo haría en su carrera como cantante en Steppenwolff como los temas «Renegade» de Steppenwolf 7 y «The Wall» de Rise and Shine). Krauledat emigró a Canadá en el año 1958.

## Carrera

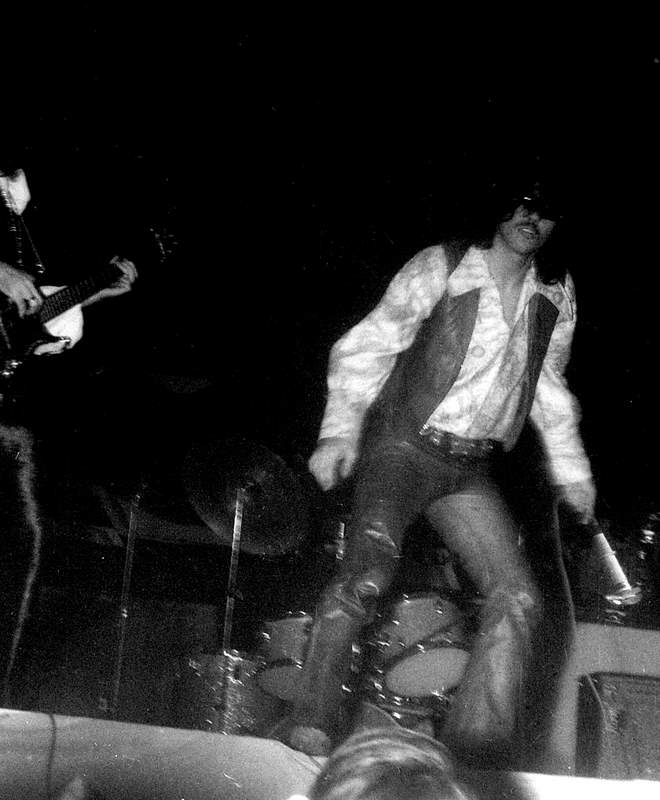
Kay durante un concierto con Steppenwolf en Carolina del sur, 1971.

Krauledat comenzó su carrera en 1964 y se cambió el nombre a John Kay y se unió a un grupo de rock y blues conocido en ese entonces como The Sparrows en 1965, que tuvo un éxito moderado en Canadá, antes de mudarse a California en los Estados Unidos, aumentando su fama y cambiando el nombre del grupo por el de Steppenwolf en 1967. Con Steppenwolf. fue la banda pionera en el hard rock y el heavy metal, que tuvo éxito internacional con canciones como «Born to Be Wild», «Magic Carpet Ride», «Monster», «The Pusher» y «Rock Me». Esto se multiplica por el uso de " Born to Be Wild " y "The Pusher " en el 1969 de la película Easy Rider, protagonizada por Dennis Hopper. El éxito continuó con canciones como «Magic Carpet Ride» de Steppenwolf the Second (1968) y «Rock Me» de At Your Birthday Party (1969). En 1970, en pleno éxito, publicaron el que, para muchos fans de la banda, es su mejor disco: el doble LP Steppenwolf Live. El disco se editó entre Monster (1969) y Steppenwolf 7 (1970), los álbumes más politizados de la banda, en los que criticaron la política estadounidense de la era de Richard Nixon.
La banda se separó en 1971, después de la publicación del también político For Ladies Only, iniciando John Kay su carrera en solitario, publicado su primer disco en 1971, titulado Forgotten Songs and Unsung Heroes. 

## Reconocimientos
En el año 2004, aunque nunca se naturalizó como ciudadano canadiense, Kay fue incluido en el Paseo de la Fama del Canadá en reconocimiento al principio de su carrera musical en Toronto. Kay estuvo presente en la ceremonia de inducción en Toronto, y reiteró su gran afecto por ese país.

## Vida personal
Kay nació con una enfermedad congénita llamada acromatopsia; daltonismo completo, un defecto de las células del cono en los ojos, que le hace ver sólo con sus bastones y por lo tanto sólo en tonos blancos, negros y grises, y las causas aumento de la sensibilidad a la luz, por lo que lleva Anteojos de sol, sin importar la hora del día y durante su conciertos. Su condición de ojo, lo calificó como legalmente ciego.

## Discografía

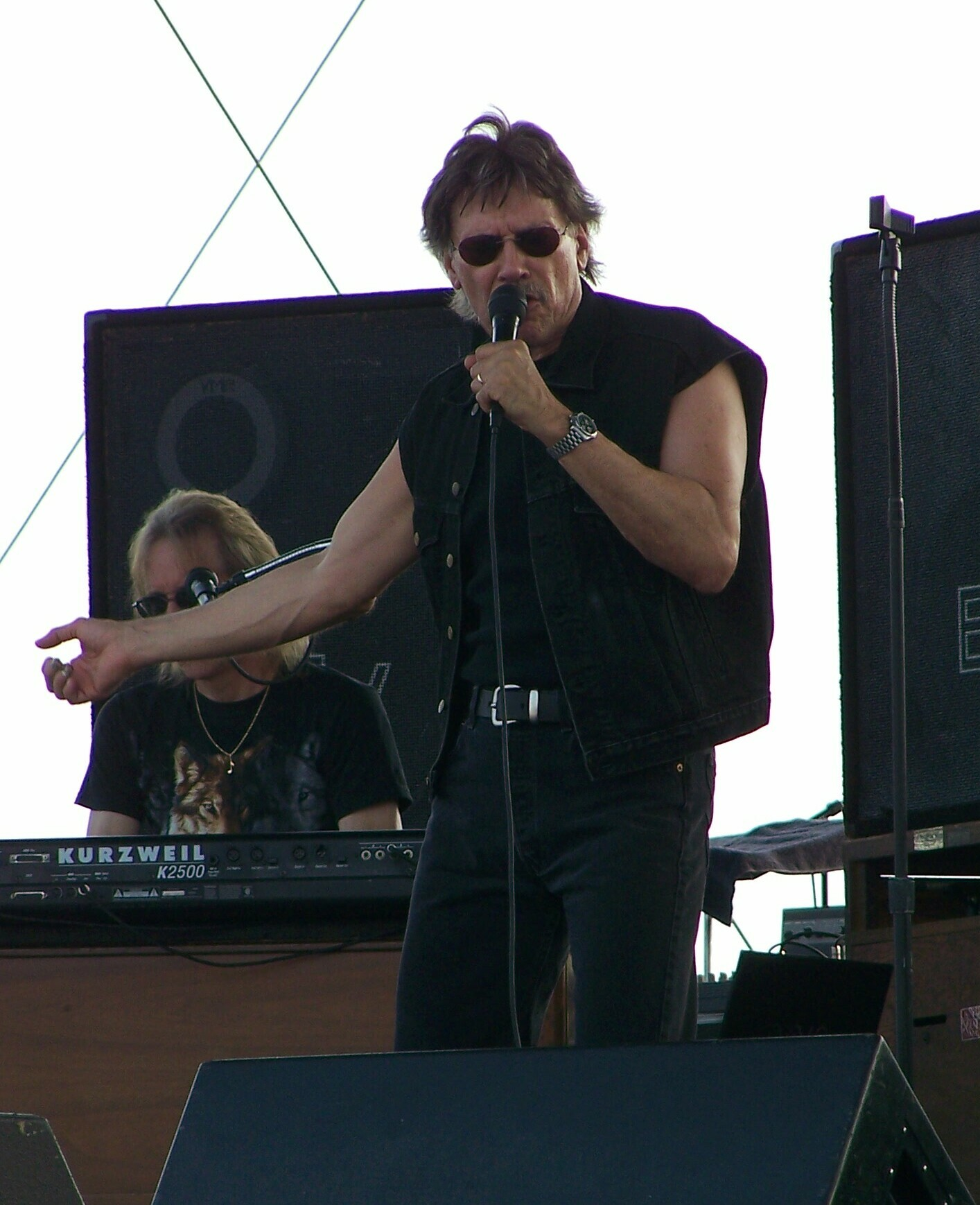
John kay en 2007.

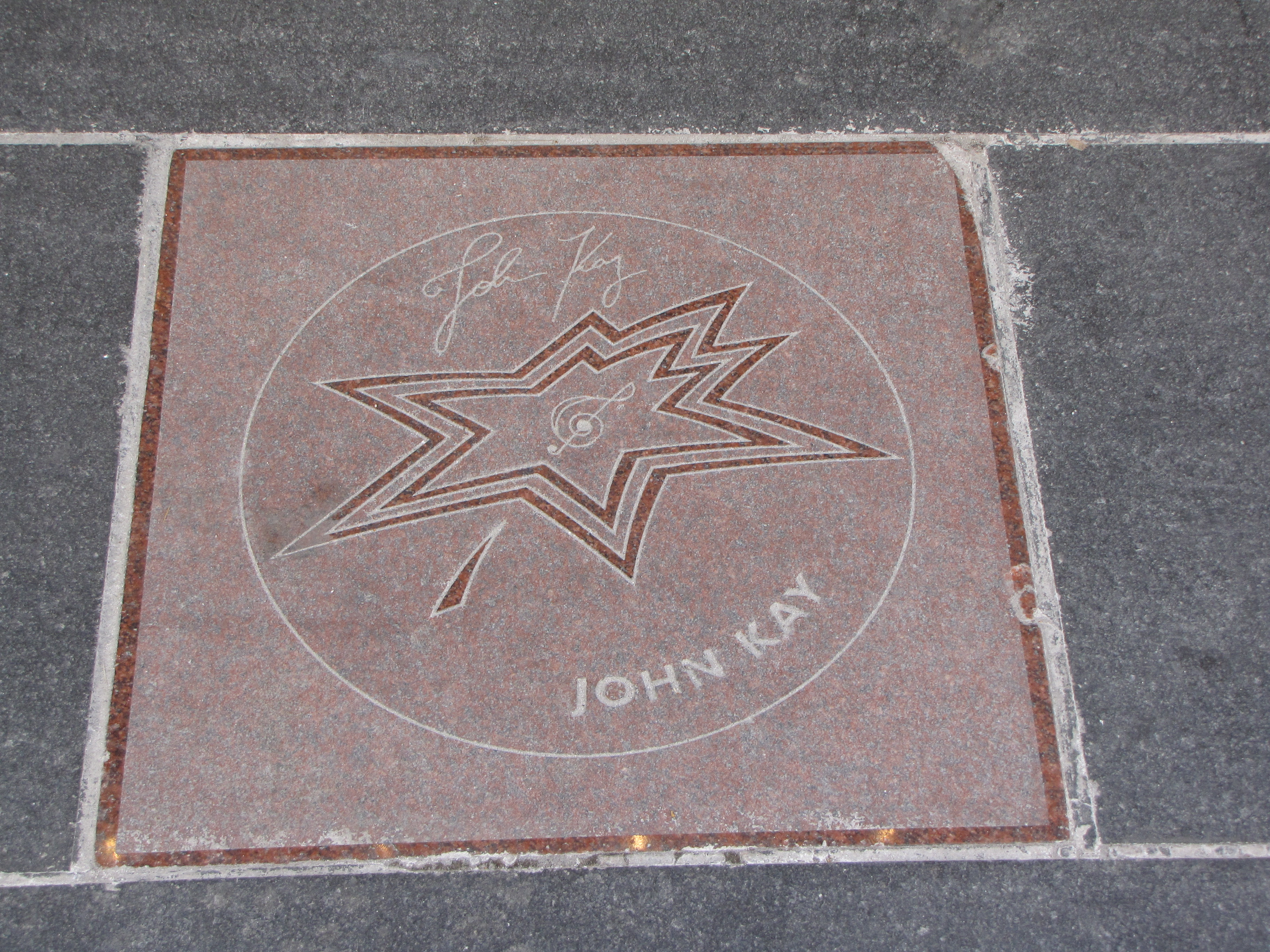
Estrella de John Kay en el Paseo de la Fama del Canadá, año 2009.

| Año  | Álbum                                             | Posiciones | Posiciones |
| Año  | Álbum                                             | CAN        | US         |
| ---- | ------------------------------------------------- | ---------- | ---------- |
| 1968 | Steppenwolf                                       | 1          | 6          |
| 1968 | The Second                                        | 2          | 3          |
| 1969 | At Your Birthday Party                            | 12         | 7          |
| 1969 | Monster                                           | 11         | 17         |
| 1970 | Steppenwolf 7                                     | 14         | 19         |
| 1971 | For Ladies Only                                   | —          | 54         |
| 1972 | Forgotten Songs and Unsung Heroes (álbum solista) | 50         | 113        |
| 1973 | My Sportin' Life (segundo álbum solista)          | —          | 200        |
| 1974 | Slow Flux                                         | —          | 47         |
| 1975 | Hour of the Wolf                                  | —          | 155        |
| 1976 | Skullduggery                                      | —          | —          |
| 1978 | All in Good Time (tercer álbum solista)           | —          | —          |
| 1980 | Live In London (John Kay con Steppenwolf)         | —          | —          |
| 1982 | Wolftracks (John Kay con Steppenwolf)             | —          | —          |
| 1984 | Paradox (John Kay con Steppenwolf)                | —          | —          |
| 1987 | Rock & Roll Rebels (John Kay con Steppenwolf)     | —          | 171        |
| 1987 | Lone Steppenwolf (cuarto álbum solista)           | —          | —          |
| 1990 | Rise & Shine (John Kay con Steppenwolf)           | —          | —          |
| 1996 | Feed the Fire (John Kay con Steppenwolf)          | —          | —          |
| 1997 | The Lost Heritage Tapes (quinto álbum solista)    | —          | —          |
| 2001 | Heretics and Privateers (sexto álbum solista)     | —          | —          |
| 2004 | Live in Louisville (John Kay con Steppenwolf)     | —          | —          |

## Sencillos como solista
| Año  | Sencillo                     | Posiciones | Posiciones | Posiciones  | Posiciones | Álbum                             |
| Año  | Sencillo                     | CAN        | CAN AC     | CAN Country | US         | Álbum                             |
| ---- | ---------------------------- | ---------- | ---------- | ----------- | ---------- | --------------------------------- |
| 1972 | "I'm Movin' On"              | 45         | —          | —           | 52         | Forgotten Songs and Unsung Heroes |
| 1973 | "Moonshine (Friend of Mine)" | 26         | 19         | 44          | 105        | My Sportin' Life                  |
| 1973 | "Easy Evil"                  | 82         | —          | —           | 102        | My Sportin' Life                  |